# صومعه خوجابی
صومعه خوجابی (ارمنی: Խուճապ) صومعه‌ای است که به بانوی ما «مریم» اهدا شده‌است و بر سر آن مشاجره‌هایی وجود دارد. موقعیت این صومعه در شهرداری مارنئولی کشور گرجستان و در نزدیک روستای آخکرپی است.
ابعاد آن، دکور و سبک آن شبیه گروهی از آثار تاریخی قرن دوازدهم - سیزدهم میلادی است مانند صومعه آختالا. نما به شدت حکاکی شده و سنگی با رنگ شرابی و طلایی پوشیده شده‌است. داخل صومعه با شمایل‌های ارتدکس تزئین شده‌است. در آن کتیبه‌هایی با خط گرجی وجود دارد. جدا از کلیسای اصلی و چندین ساختمان ویران شده نیز در کنار آن وجود دارد.